# Сборная Словении по футболу (до 21 года)
Сборная Словении по футболу до 21 года (словен. Slovenska reprezentanca do 21 let), также известная как молодёжная сборная Словении по футболу — национальная сборная команда Словении, в составе которой могут выступать футболисты Словении в возрасте 21 года и младше. Многие игроки из молодёжной сборной впоследствии выступают за основную сборную страны.
Молодёжная сборная Словении по футболу представляет Словению на международных матчах и турнирах молодёжных команд. В отличие от старшей и юношеской команд, ещё ни разу не выходила в финальную часть турнира для игроков до 21 года. В 2005 году она была близка к попаданию на чемпионат Европы 2006 года, но в стыковых матчах проиграла Нидерландам по сумме двух матчей со счётом 0:2.

## Участие в молодёжных турнирах

### Участие в молодёжных чемпионатах Европы
| Чемпионат Европы по футболу среди молодёжных команд | Чемпионат Европы по футболу среди молодёжных команд | Чемпионат Европы по футболу среди молодёжных команд | Чемпионат Европы по футболу среди молодёжных команд | Чемпионат Европы по футболу среди молодёжных команд | Чемпионат Европы по футболу среди молодёжных команд | Чемпионат Европы по футболу среди молодёжных команд | Чемпионат Европы по футболу среди молодёжных команд |                               | Участие в квалификационных матчах молодёжных чемпионатов Европы | Участие в квалификационных матчах молодёжных чемпионатов Европы | Участие в квалификационных матчах молодёжных чемпионатов Европы | Участие в квалификационных матчах молодёжных чемпионатов Европы | Участие в квалификационных матчах молодёжных чемпионатов Европы | Участие в квалификационных матчах молодёжных чемпионатов Европы |
| Год                                                 | Раунд                                               | И                                                   | В                                                   | Н *                                                 | П                                                   | МЗ                                                  | МП                                                  | И                             | В                                                               | Н                                                               | П                                                               | МП                                                              | МЗ                                                              |                                                                 |
| --------------------------------------------------- | --------------------------------------------------- | --------------------------------------------------- | --------------------------------------------------- | --------------------------------------------------- | --------------------------------------------------- | --------------------------------------------------- | --------------------------------------------------- | ----------------------------- | --------------------------------------------------------------- | --------------------------------------------------------------- | --------------------------------------------------------------- | --------------------------------------------------------------- | --------------------------------------------------------------- | --------------------------------------------------------------- |
| 1996                                                | Не квалифицировалась                                | Не квалифицировалась                                | Не квалифицировалась                                | Не квалифицировалась                                | Не квалифицировалась                                | Не квалифицировалась                                | Не квалифицировалась                                | 10                            | 6                                                               | 1                                                               | 3                                                               | 19                                                              | 12                                                              |                                                                 |
| 1998                                                | Не квалифицировалась                                | Не квалифицировалась                                | Не квалифицировалась                                | Не квалифицировалась                                | Не квалифицировалась                                | Не квалифицировалась                                | Не квалифицировалась                                | 8                             | 3                                                               | 0                                                               | 5                                                               | 9                                                               | 13                                                              |                                                                 |
| 2000                                                | Не квалифицировалась                                | Не квалифицировалась                                | Не квалифицировалась                                | Не квалифицировалась                                | Не квалифицировалась                                | Не квалифицировалась                                | Не квалифицировалась                                | 10                            | 1                                                               | 5                                                               | 4                                                               | 10                                                              | 19                                                              |                                                                 |
| 2002                                                | Не квалифицировалась                                | Не квалифицировалась                                | Не квалифицировалась                                | Не квалифицировалась                                | Не квалифицировалась                                | Не квалифицировалась                                | Не квалифицировалась                                | 8                             | 2                                                               | 2                                                               | 4                                                               | 10                                                              | 10                                                              |                                                                 |
| 2004                                                | Не квалифицировалась                                | Не квалифицировалась                                | Не квалифицировалась                                | Не квалифицировалась                                | Не квалифицировалась                                | Не квалифицировалась                                | Не квалифицировалась                                | 8                             | 2                                                               | 3                                                               | 3                                                               | 4                                                               | 7                                                               |                                                                 |
| 2006                                                | Не квалифицировалась                                | Не квалифицировалась                                | Не квалифицировалась                                | Не квалифицировалась                                | Не квалифицировалась                                | Не квалифицировалась                                | Не квалифицировалась                                | 12                            | 4                                                               | 4                                                               | 4                                                               | 13                                                              | 15                                                              |                                                                 |
| 2007                                                | Не квалифицировалась                                | Не квалифицировалась                                | Не квалифицировалась                                | Не квалифицировалась                                | Не квалифицировалась                                | Не квалифицировалась                                | Не квалифицировалась                                | 2                             | 1                                                               | 0                                                               | 1                                                               | 1                                                               | 2                                                               |                                                                 |
| 2009                                                | Не квалифицировалась                                | Не квалифицировалась                                | Не квалифицировалась                                | Не квалифицировалась                                | Не квалифицировалась                                | Не квалифицировалась                                | Не квалифицировалась                                | 8                             | 1                                                               | 2                                                               | 5                                                               | 4                                                               | 13                                                              |                                                                 |
| 2011                                                | Не квалифицировалась                                | Не квалифицировалась                                | Не квалифицировалась                                | Не квалифицировалась                                | Не квалифицировалась                                | Не квалифицировалась                                | Не квалифицировалась                                | 8                             | 2                                                               | 2                                                               | 4                                                               | 6                                                               | 10                                                              |                                                                 |
| 2013                                                | Не квалифицировалась                                | Не квалифицировалась                                | Не квалифицировалась                                | Не квалифицировалась                                | Не квалифицировалась                                | Не квалифицировалась                                | Не квалифицировалась                                | 10                            | 6                                                               | 2                                                               | 2                                                               | 15                                                              | 8                                                               |                                                                 |
| 2015                                                | Не квалифицировалась                                | Не квалифицировалась                                | Не квалифицировалась                                | Не квалифицировалась                                | Не квалифицировалась                                | Не квалифицировалась                                | Не квалифицировалась                                | 10                            | 5                                                               | 2                                                               | 3                                                               | 29                                                              | 11                                                              |                                                                 |
| 2017                                                | Не квалифицировалась                                | Не квалифицировалась                                | Не квалифицировалась                                | Не квалифицировалась                                | Не квалифицировалась                                | Не квалифицировалась                                | Не квалифицировалась                                | 10                            | 5                                                               | 0                                                               | 5                                                               | 18                                                              | 11                                                              |                                                                 |
| 2019                                                | Не квалифицировалась                                | Не квалифицировалась                                | Не квалифицировалась                                | Не квалифицировалась                                | Не квалифицировалась                                | Не квалифицировалась                                | Не квалифицировалась                                | 10                            | 4                                                               | 4                                                               | 2                                                               | 14                                                              | 12                                                              |                                                                 |
| 2021                                                | Квалифицировалась                                   | Квалифицировалась                                   | Квалифицировалась                                   | Квалифицировалась                                   | Квалифицировалась                                   | Квалифицировалась                                   | Квалифицировалась                                   | Квалифицировалась как хозяйка | Квалифицировалась как хозяйка                                   | Квалифицировалась как хозяйка                                   | Квалифицировалась как хозяйка                                   | Квалифицировалась как хозяйка                                   | Квалифицировалась как хозяйка                                   | Квалифицировалась как хозяйка                                   |
| Всего                                               | 1/14                                                | 0                                                   | 0                                                   | 0                                                   | 0                                                   | 0                                                   | 0                                                   | 114                           | 42                                                              | 27                                                              | 45                                                              | 152                                                             | 143                                                             |                                                                 |

*Ничьи включают также игры, где исход матча решался по пенальти.

## Состав
Следующие футболисты были вызваны в сборную на чемпионат Европы 2021:
| №              | Имя               | Клуб              | Дата рождения   | Возраст | Игр     | Голов   |
| Вратари        | Вратари           | Вратари           | Вратари         | Вратари | Вратари | Вратари |
| -------------- | ----------------- | ----------------- | --------------- | ------- | ------- | ------- |
| 1              | Игор Векич        | Браво             | 6 мая 1998      | 22      | 4       | 0       |
| 12             | Мартин Турк       | Парма             | 21 августа 2003 | 17      | 0       | 0       |
| 22             | Жан-Люк Лебан     | Эвертон           | 15 декабря 2002 | 18      | 0       | 0       |
| Защитники      |                   |                   |                 |         |         |         |
| 3              | Душан Стоинович   | Целе              | 26 августа 2000 | 20      | 7       | 0       |
| 4              | Давид Брекало     | Браво             | 3 декабря 1998  | 22      | 11      | 1       |
| 5              | Жан Залетел       | Целе              | 16 декабря 1999 | 21      | 10      | 0       |
| 6              | Ян Горенц         | Мура              | 26 июля 1999    | 21      | 3       | 0       |
| 13             | Андраж Жинич      | Домжале           | 12 февраля 1999 | 22      | 0       | 0       |
| 20             | Свен Карич        | Домжале           | 7 марта 1998    | 23      | 0       | 0       |
| 21             | Альяж Плой        | Алюминий          | 30 августа 1998 | 22      | 5       | 0       |
| 23             | Жан Колманич      | Остин             | 3 марта 2000    | 21      | 1       | 0       |
| Полузащитники  |                   |                   |                 |         |         |         |
| 2              | Жан Рогель        | ВСГ Тироль        | 25 ноября 1999  | 21      | 10      | 0       |
| 7              | Томи Хорват       | Мура              | 24 марта 1999   | 22      | 8       | 1       |
| 8              | Деян Петрович     | Рапид (Вена)      | 12 января 1998  | 23      | 9       | 2       |
| 14             | Тамар Светлин     | Домжале           | 30 июля 2001    | 19      | 2       | 0       |
| 15             | Санди Огринец     | Браво             | 5 июня 1998     | 22      | 2       | 0       |
| 16             | Адам Гнезда-Черин | Риека             | 16 июля 1999    | 21      | 9       | 0       |
| Нападающие     |                   |                   |                 |         |         |         |
| 9              | Жан Медвед        | Висла (Краков)    | 14 июня 1999    | 21      | 3       | 2       |
| 10             | Тими-Макс Элшник  | Олимпия (Любляна) | 29 апреля 1998  | 22      | 3       | 0       |
| 11             | Жан Целар         | Кремонезе         | 14 марта 1999   | 22      | 8       | 1       |
| 17             | Алёша Матко       | Марибор           | 29 марта 2000   | 20      | 3       | 1       |
| 18             | Дарио Колобарич   | Домжале           | 6 февраля 2000  | 21      | 0       | 0       |
| 19             | Ник Прелец        | Сампдория         | 10 июня 2001    | 19      | 1       | 1       |
| Главный тренер |                   |                   |                 |         |         |         |
| Флаг Словении  | Миленко Ачимович  | Миленко Ачимович  | 15 февраля 1977 | 44      |         |         |

Позиции игроков приведены в соответствии с официальным сайтом УЕФА. Возраст футболистов и клуб указаны по состоянию на день начала финального турнира чемпионата (24 марта 2021 года).

## Расписание и результаты
| 8 июня 2015 МЧМ—2017 (кв.) | Словения                                                        | 4–0   | Андорра | Айдовщина                                                 |
| 17:30                      | Шпорар 14′ · Кастревец 21′ · Захович 29′ · Горенц-Станкович 74′ | Отчёт |         | Стадион: «Айдовщина» Зрителей: 600 Судья: Александр Алиев |

| 4 сентября 2015 МЧМ—2017 (кв.) | Словения                            | 3–0   | Литва | Целе                                                      |
| 18:30                          | Хотич 31′ · Шпорар 65′ · Штулац 81′ | Отчёт |       | Стадион: «Арена Петрол» Зрителей: 800 Судья: Сурен Балиян |

| 8 сентября 2015 МЧМ—2017 (кв.) | Италия                 | 1–0   | Словения | Реджо-нель-Эмилия                                     |
| 17:00                          | Бернардески 51′ (пен.) | Отчёт |          | Стадион: «Джильо» Зрителей: 1,500 Судья: Сандро Шерер |

| 10 октября 2015 МЧМ—2017 (кв.) | Словения | 0–3   | Италия                           | Копер                                                        |
| 18:30                          |          | Отчёт | Монакелло 71′, 84′ · Бенасси 87′ | Стадион: «Бонифика» Зрителей: 2,200 Судья: Бартош Франковски |

| 13 октября 2015 МЧМ—2017 (кв.) | Андорра | 0–5   | Словения                                                   | Андорра-ла-Велья                                                               |
| 18:30                          |         | Отчёт | Горенц-Станкович 6′ · Штулац 48′, 52′ · Кастревец 55′, 81′ | Стадион: «Комуналь д'Андорра-ла-Велья» Зрителей: 100 Судья: Брин Маркхэм-Джонс |

| 17 ноября 2015 МЧМ—2017 (кв.) | Словения               | 2–0   | Сербия | Копер                                     |
| 16:30                         | Шпорар 61′ · Хотич 83′ | Отчёт |        | Стадион: «Бонифика» Судья: Фабиу Вершшиму |

| 28 марта 2016 МЧМ—2017 (кв.) | Словения                                 | 3–1   | Ирландия   | Копер                                       |
| 18:00                        | Крайнц 14′ · Байде 55′ (пен.) · Зайц 72′ | Отчёт | О'Дуда 65′ | Стадион: «Бонифика» Судья: Андрис Трейманис |

| 28 мая 2016 Товарищеский матч | Словения                                            | 4–1     | Азербайджан         | Нова-Горица                                            |
| 16:00                         | Озболт 26′, 54′ (пен.) · Стулач 46′ · Костаншек 77′ | (отчёт) | Эльнур Джафаров 53′ | Стадион: Нова-Горица-Спорт-Парк Судья: Драгослав Перич |

| 31 мая 2016 Товарищеский матч | Словения       | 1–2   | Азербайджан                 | Айдовщина                                  |
| 16:00                         | Лео Столач 23′ | Отчёт | Мадатов 10′ · Абдуллаев 45′ | Стадион: «Айдовщина» Судья: Раде Обренович |

| 2 сентября 2016 МЧМ—2017 (кв.) | Ирландия | –:– | Словения |  |

| 7 октября 2016 МЧМ—2017 (кв.) | Литва | –:– | Словения |  |

| 11 октября 2016 МЧМ—2017 (кв.) | Сербия | –:– | Словения |  |

## Тренеры
| Период     | Имя              |
| ---------- | ---------------- |
| 2020–н. в. | Миленко Ачимович |
| 2015–2020  | Примож Глиха     |
| 2014       | Роберт Энгларо   |
| 2008–2014  | Томаш Кавчич     |
| 2004       | Бранко Облак     |
| 1996–1998  | Сречко Катанец   |